# Corzetti

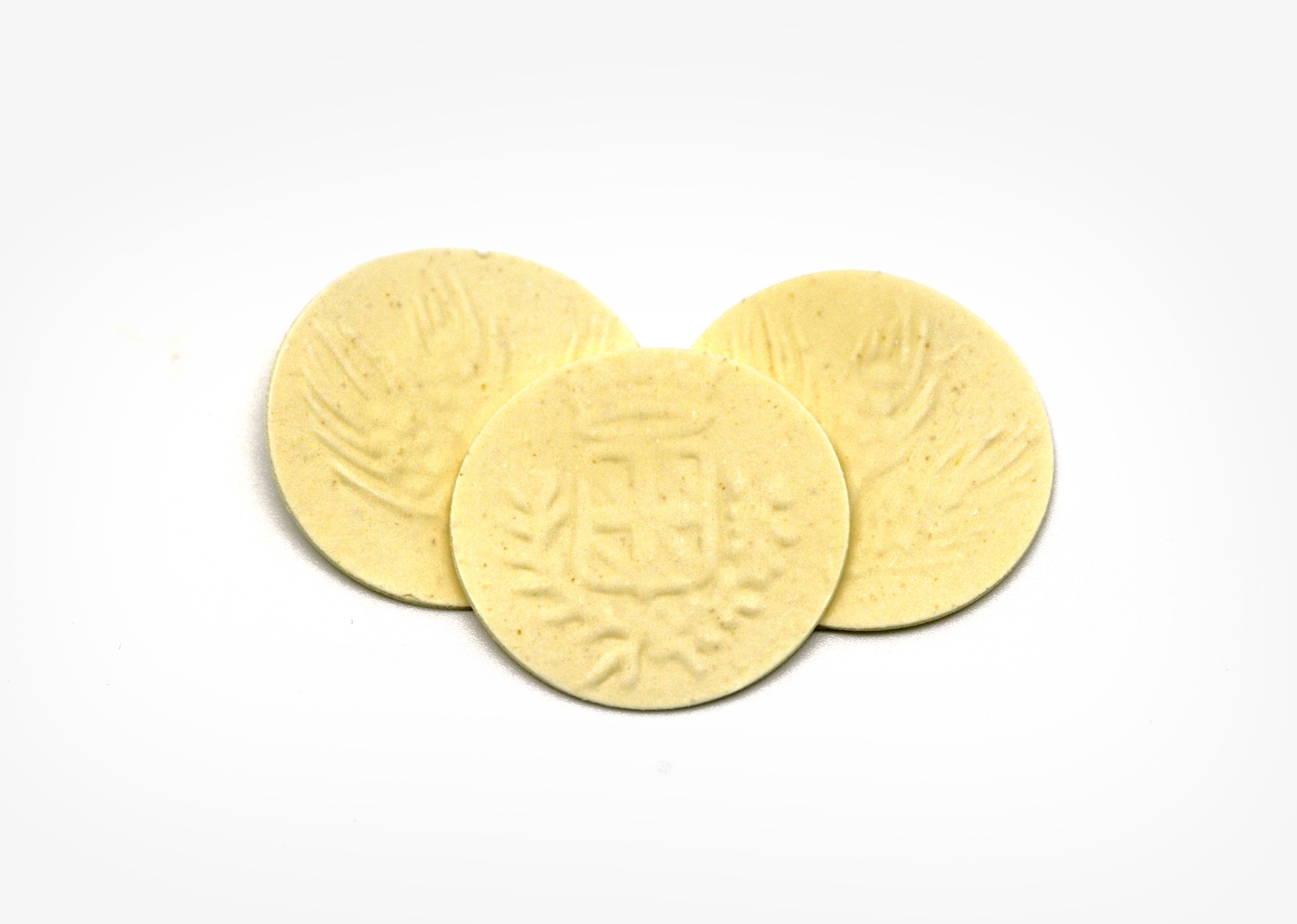
Corzetti.

Los corzetti (corzétti en genovés, que se pronuncia /kur"zetti/) es un tipo de pasta fresca típica de la gastronomía de Liguria (noroeste de Italia), tradicional también en la zona de Novi Ligure, en la provincia de Alessandria, región de Piamonte.
Existen dos tipos de corzetti: los característicos de Val Polcevera —uno de los principales valles de la provincia de Génova— que se hacen con forma de ocho, y los corzétti stanpæ, que son pequeños círculos finos de pasta con una decoración estampada lograda con un utensilio de madera a modo de estampa.
En el centro histórico de Génova existen aún tiendas de pasta que elaboran los corzetti en forma artesanal, y que fabrican también las estampas de madera necesarias para su manufactura.

## Preparación
La masa de la pasta se hace con harina, agua y sal, con la adición opcional de huevos y vino blanco. La masa se extiende en láminas y se corta en círculos que se estampan y se dejan secar. Tras hervirlos en agua con sal suelen aliñarse con salsa de nuez o champiñón, o alternativamente con pesto. En la zona de Novi Ligure es frecuente una salsa de champiñón y salchicha.